# Bangi Open Ground
Bangi Open Ground – to wielofunkcyjny stadion w Bangi, w Republice Środkowoafrykańskiej. Jest obecnie używany głównie dla meczów piłki nożnej oraz zawodów lekkoatletycznych.